# Дом купца Чуприны
Дом купца Чуприны или Дом, где в сентябре 1941 года был создан Носовский подпольный райком партии — памятник истории местного значения в Носовке Черниговской области Украины. Сейчас в здании размещается детская музыкальная школа.

## История
Решением исполкома Черниговского областного совета народных депутатов от 17.11.1980 № 551 присвоен статус памятник истории местного значения с охранным № 1349 под названием Дом, где в сентябре 1941 года был создан Носовский подпольный райком партии.
Приказом Департамента культуры и туризма, национальностей и религий Черниговской областной государственной администрации от 12.11.2015 № 254 для памятника используется новое названием — Дом купца Чуприны.

## Описание
Дом построен в конце 19 века. Одноэтажный, каменный на кирпичном фундаменте, прямоугольный в плане дом площадью 97,7 м². Состоит из 8 комнат.
В этом доме в сентябре 1941 года был создан подпольной райком партии, который возглавил секретарь Носовского райкома КП(б)У  Михаил Иванович Стратилат. Для ведения борьбы в период оккупации немецко-фашистскими войсками были организованы 4 подпольные партийные группы: три группы подрывников и один партизанский отряд из 250 человек. В лесах Носовского района были подготовлены базы боеприпасов и продовольствия для партизан. М. И. Стратилат стал командиром партизанского отряда, со временем — комиссаром объединения «За Батьківщину!» («За Родину!»).
В 1967 году была установлена мемориальная доска Носовскому подпольному райкому партии (мрамор, 0,7х0,5 м).
Сейчас в здании размещается детская музыкальная школа.